# Спартан
Спартан (англ. Spartan) — гібридний сорт яблуні, отриманий на дослідній станції в Саммерленд (Британська Колумбія, Канада). Раніше вважалося, що сорт отриманий шляхом схрещування Мекинтош та Пепін Ньютаун Жовтий, однак нещодавно методами генетичного аналізу встановлено, що Пепін Ньютаун Жовтий не брав участі в його створенні.

## Основні характеристики сорту
Форма росту — дерево середньої висоти з округлою кроною.
Термін споживання — плоди дозрівають в жовтні та зберігаються до січня.
Урожайність щорічно висока.
Плоди середнього розміру (110—165 г), з освітленої сторони червоного кольору, якщо яблука ростуть в тіні, то зелені, іноді з червоним відтінком. М'якоть — біла хрустка, прекрасного солодкого смаку з невеликою кислинкою. В м'якоті досить часто бувають червоні прожилки. Запах плодів зазвичай описується як винний, має ноти суниці та дині. Запах добре проявляється, якщо плоди зняті забарвленими.
Стійкість до хвороб: хороша до основних хвороб (парша, борошниста роса, бактеріальний опік).

## Переваги та недоліки
Переваги сорту: відмінний смак і високі товарні якості плодів, лежкість і стійкість при перевезенні.
Недоліки сорту: на Поліссі, в Карпатах і в лісостепу потребує грамотної підготовки до зимівлі, сильно вимерзає, розмір плодів з віком зменшується. Екземляри, привезені із західних країн погано приживаються, оскільки часто вирощені у гідротоніку.

## Зимостійкість та поширення
Відносно зимостійкий (зони 3-6 за американською класифікацією). Є одним з основних комерційних сортів в Канаді. Також вирощується в Польщі і в Швейцарії. Проте в Росії недостатньо зимостійкий в центральних областях Середньої смуги. Районований по Центральному та Центрально-Чорноземний регіонами, а також по території України (Київщина, Чернігівщина).

## Галерея

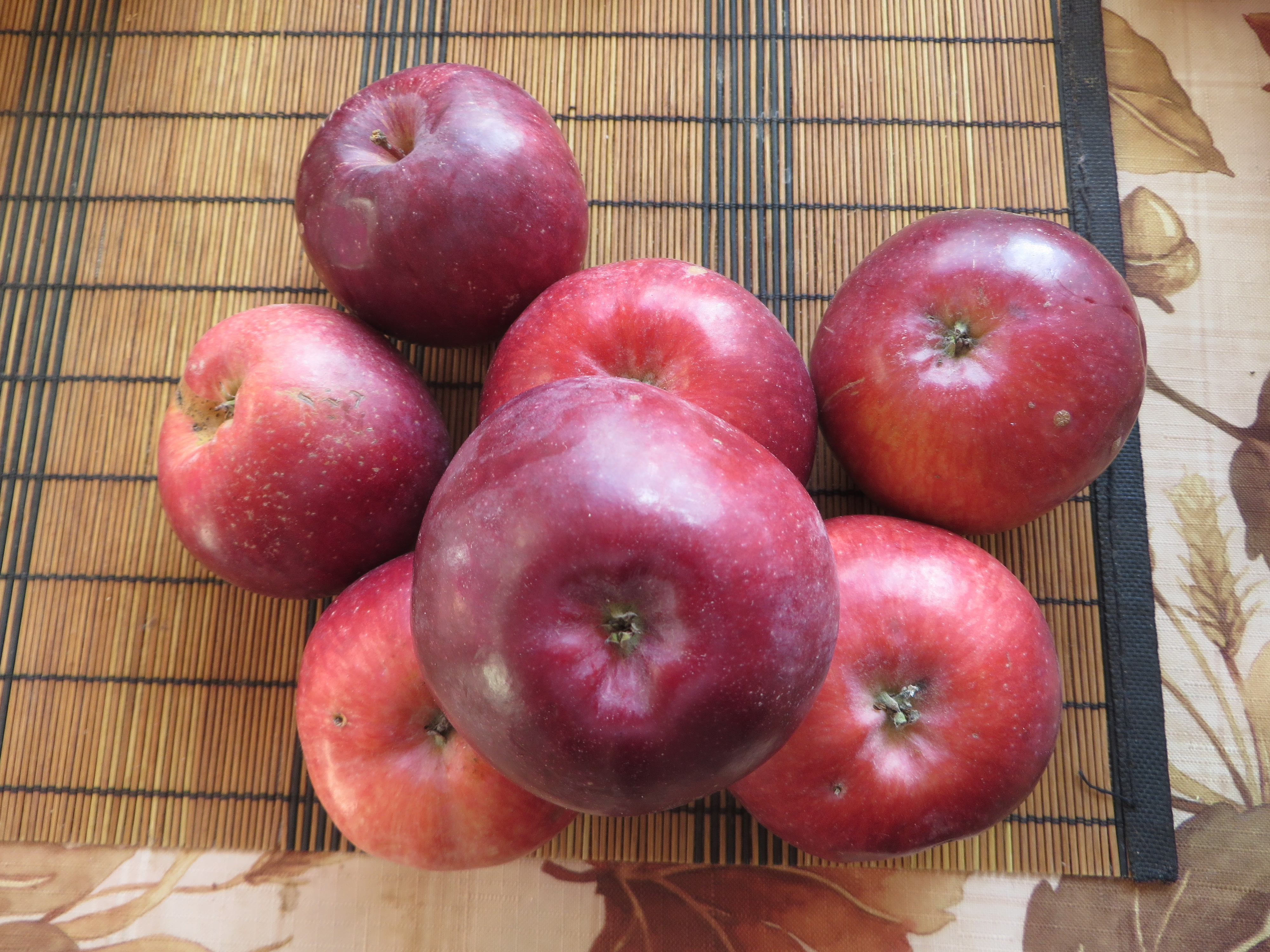
Яблуко з Чернігова, 2014
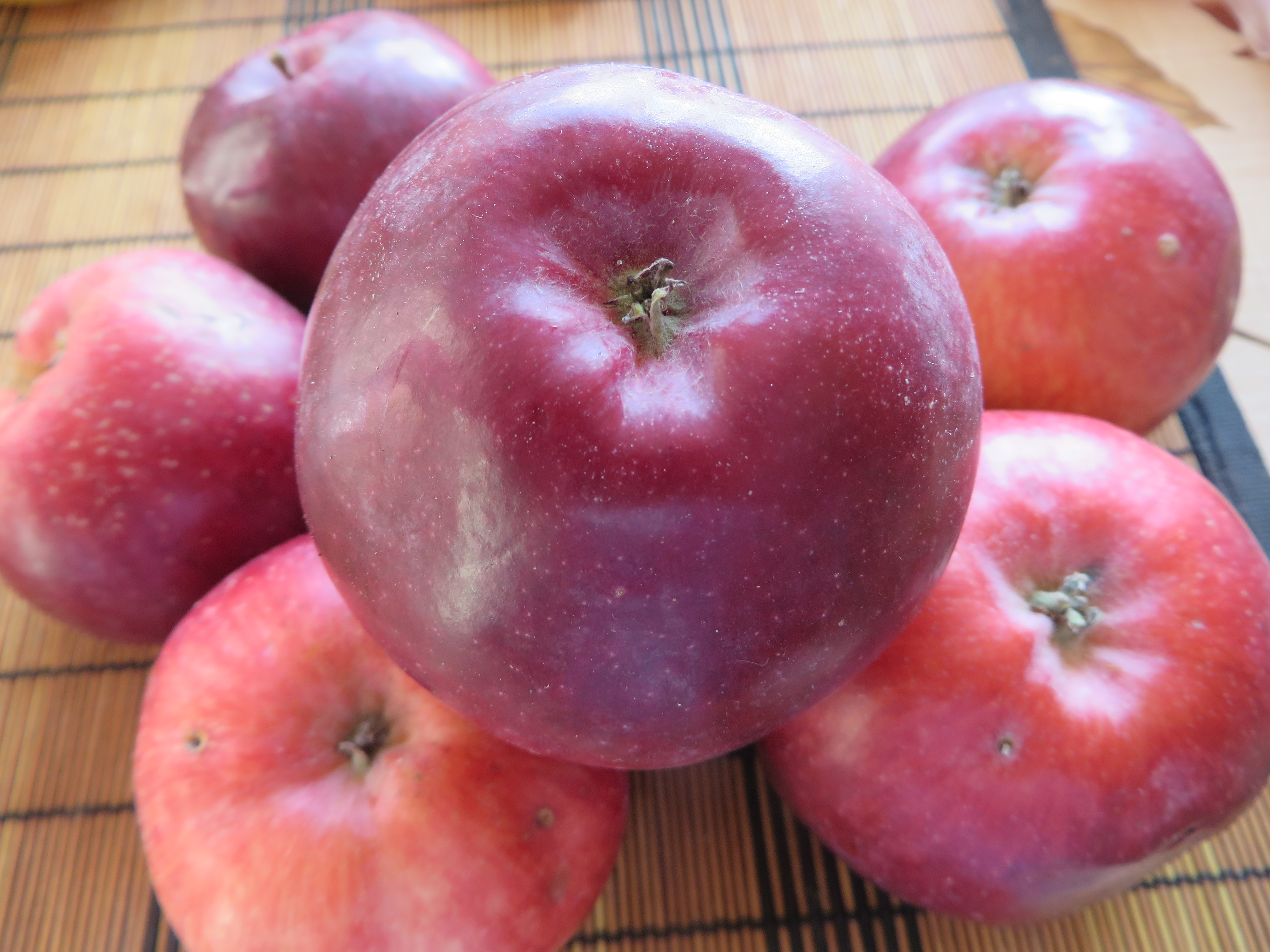
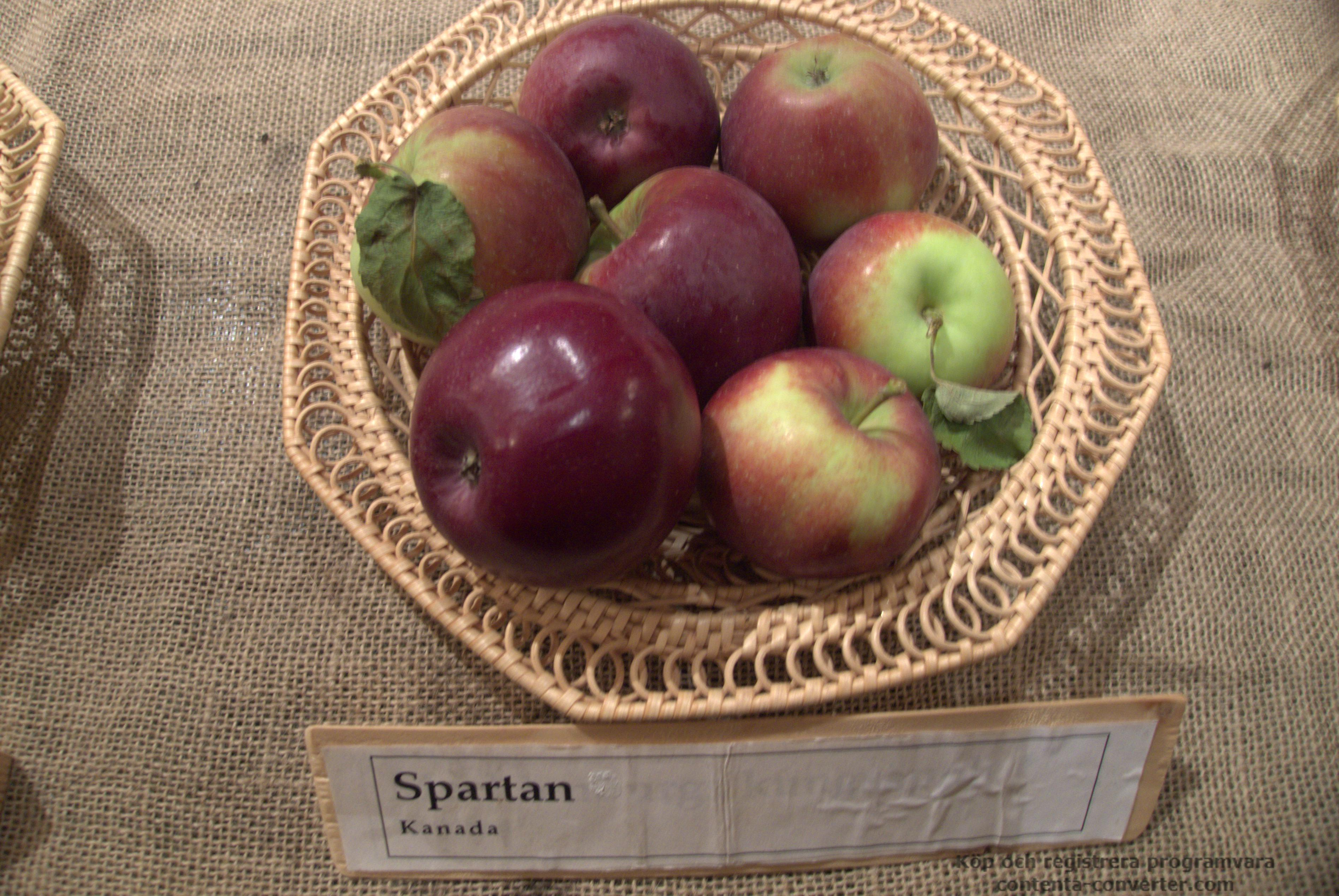
зеленуваті - росли в тіні
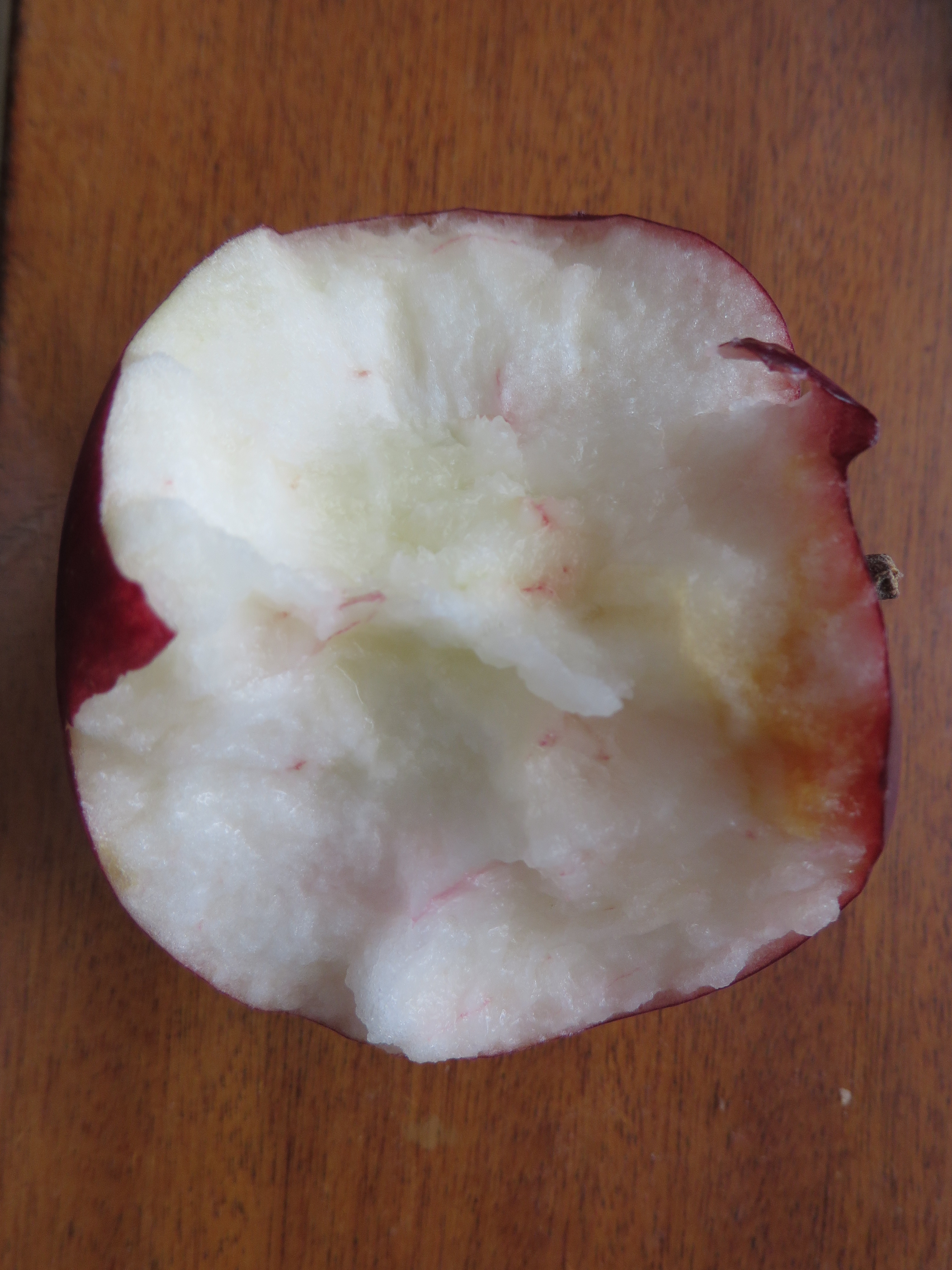
біла м’якоть, видно червоні прожилки
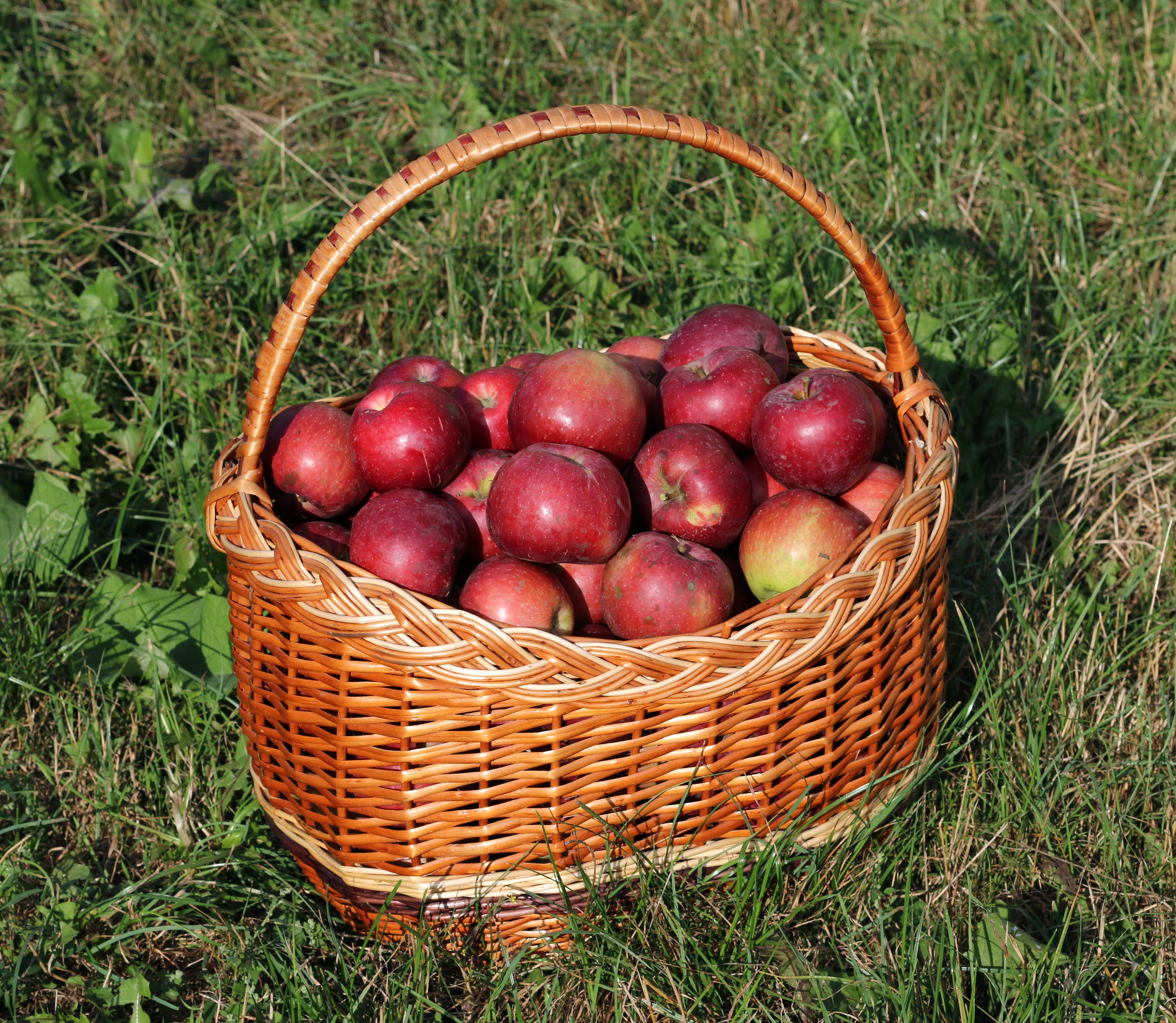
Яблука 'Спартан' у кошику. Вінницька область, 2018